# Romano Denneboom
Romano Joël Denneboom (Schiedam, 29 januari 1981) is een voormalig Nederlands betaald voetballer, die vooral als spits speelde.

## Clubcarrière
Nadat hij eerst bij de amateurs van Hekelingen en Spijkenisse had gespeeld, maakte Denneboom op 6 februari 1999 zijn prof-debuut bij sc Heerenveen, in de met 3-2 verloren uitwedstrijd bij Willem II. Op 20 september 2001 maakte hij zijn debuut in de UEFA Champions League, door in de basis te starten tegen de Spaanse club Valencia CF (1-0 verlies). Bij Heerenveen speelde hij ruim vijf seizoenen, eerst als pinch-hitter achter onder meer Marcus Allbäck. Vanaf begin seizoen 2002/03 speelde hij als eerste spits, maar dat was geen heel groot succes, zodat hij in oktober 2003 aan Willem II verhuurd werd. Een seizoen later maakte hij de overstap naar N.E.C. Bij N.E.C. heeft hij in twee seizoenen een overwegend goede indruk gemaakt. Medio 2007 liep zijn contract bij N.E.C. af. Een overgang in de winterstop naar zowel PSV als FC Twente ging niet door.
Romano Denneboom werd eind januari 2007 in verband gebracht met PSV, nadat PSV er niet in slaagde om Albert Luque van Newcastle United te halen. N.E.C. wilde niet meewerken aan een tussentijds vertrek van de aanvaller.
Op 16 maart 2007 werd bekendgemaakt dat Denneboom alsnog een overstap zou maken naar FC Twente, nadat onderhandelingen daarover in de winterstop waren stukgelopen. De aanvaller tekende een contract wat hem tot medio 2010 aan FC Twente bindt. In zijn laatste seizoen kreeg Denneboom te horen dat hij naar een andere club op zoek mocht. Uiteindelijk vertrok hij in september 2009 op huurbasis naar Sparta. Lang bleef hij niet bij de Kasteelclub. In december 2009 maakte Sparta bekend de speler per direct terug te sturen naar zijn oude club. "Al eerder was Romano Denneboom voor enkele dagen uit de selectie van Sparta gezet omdat de technische leiding niet tevreden was over zijn houding en inzet tijdens trainingen en wedstrijden. De speler liet echter weten op de bestaande voet verder te zullen gaan en niet te willen veranderen, waarna Sparta hem heeft aangegeven geen basis te zien voor een verdere samenwerking", zo legt de club uit op haar officiële website.
Op 26 maart 2010 keerde Denneboom weer terug bij Sparta, waar hij bij de beloften zal meetrainen om zijn conditie op peil te houden. Dezelfde dag vertrok Denneboom ook weer bij Sparta. Enkele dagen later, na het ontslag van Frans Adelaar bij Sparta, wordt Denneboom door de nieuwe trainer, Aad de Mos, toch weer in genade aangenomen.
Medio 2010 liep zijn contract bij Twente af en Denneboom vond aanvankelijk geen nieuwe club. Na een proefperiode kon hij in september bij Hibernian FC in Schotland tekenen maar beiden werden het niet eens over de duur van het contract. In januari 2011 tekende hij tot het einde van het seizoen bij Arminia Bielefeld dat op dat moment onderaan stond in de 2. Bundesliga. Na de degradatie zat Denneboom in de zomer van 2011 wederom zonder club. In september was hij op proef bij NAC Breda en in november bij Luton Town FC maar dat leverde geen contract op.
In januari 2012 verbond hij zich tot het einde van het seizoen aan Topklasser Harkemase Boys, dat speelt in de Zaterdag Topklasse. Hier trof hij de Haïtiaans internationals Tim Velten en Lesly Fellinga aan als teamgenoten. De club eindigde dertiende en degradeerde na play-offs. In het seizoen 2012/13 speelde hij bij Topklasser FC Lienden. Hij scoorde eenmaal voor Lienden in 24 competitiewedstrijden dat seizoen in de Zondag Topklasse en hij speelde tweemaal in de KNVB beker, waarin hij 1 keer scoorde. Na één seizoen niet gespeeld te hebben, pakte hij de sport weer op op amateurbasis en ging vanaf de zomer van 2014 verder bij DHC Delft, dat uitkomt in de Hoofdklasse. In de zomer van 2017 nam hij hier afscheid.
In november 2017 keerde Romano Denneboom terug op de velden, bij SC Kruisland, uitkomend in de 2e klasse E in Zuid 1. Na zijn voetballoopbaan was hij witgoedbezorger, spelersmakelaar en keukenverkoper, en inmiddels beveiliger .

## Interlandcarrière
Op vrijdag 3 september 2004 speelde Denneboom zijn eerste en enige interland voor het Nederlands elftal. Hij speelde een helft mee in de met 3–0 gewonnen oefenwedstrijd tegen Liechtenstein in Utrecht, om na rust vervangen te worden voor Dirk Kuyt, die eveneens debuteerde. De speler van N.E.C. was een week eerder verrassend opgeroepen door toenmalig bondscoach Marco van Basten, net als RKC-verdediger Khalid Boulahrouz. Ze maakten deel uit van een selectie van 23 spelers, die na het duel tegen Liechtenstein werd teruggebracht tot achttien. Denneboom dankte zijn uitverkiezing mede aan een lichte blessure van rechterspits Romeo Castelen.

## Clubstatistieken
| Seizoen         | Club               | Competitie      | Competitie | Competitie | Beker | Beker | Internationaal | Internationaal | Totaal | Totaal |
| Seizoen         | Club               | Competitie      | Wed.       | Dlp.       | Wed.  | Dlp.  | Wed.           | Dlp.           | Wed.   | Dlp.   |
| --------------- | ------------------ | --------------- | ---------- | ---------- | ----- | ----- | -------------- | -------------- | ------ | ------ |
| 1998/99         | sc Heerenveen      | Eredivisie      | 11         | 2          | 0     | 0     | 0              | 0              | 11     | 2      |
| 1999/00         | sc Heerenveen      | Eredivisie      | 17         | 4          | 2     | 1     | 3              | 0              | 22     | 5      |
| 2000/01         | sc Heerenveen      | Eredivisie      | 21         | 1          | 0     | 0     | 3              | 0              | 24     | 1      |
| 2001/02         | sc Heerenveen      | Eredivisie      | 27         | 6          | 0     | 0     | 1              | 0              | 28     | 6      |
| 2002/03         | sc Heerenveen      | Eredivisie      | 33         | 10         | 0     | 0     | 2              | 0              | 35     | 10     |
| 2003/04         | sc Heerenveen      | Eredivisie      | 2          | 0          | 0     | 0     | –              | –              | 2      | 0      |
| 2003/04         | Willem II          | Eredivisie      | 25         | 5          | 0     | 0     | –              | –              | 25     | 5      |
| 2004/05         | N.E.C.             | Eredivisie      | 32         | 7          | 0     | 0     | –              | –              | 32     | 7      |
| 2005/06         | N.E.C.             | Eredivisie      | 29         | 8          | 0     | 0     | –              | –              | 29     | 8      |
| 2006/07         | N.E.C.             | Eredivisie      | 33         | 9          | 0     | 0     | –              | –              | 33     | 9      |
| 2007/08         | FC Twente          | Eredivisie      | 34         | 6          | 1     | 0     | 2              | 0              | 37     | 6      |
| 2008/09         | FC Twente          | Eredivisie      | 24         | 3          | 3     | 3     | 9              | 2              | 36     | 8      |
| 2009/10         | FC Twente          | Eredivisie      | 1          | 0          | 0     | 0     | 0              | 0              | 1      | 0      |
| 2009/10         | → Sparta Rotterdam | Eredivisie      | 10         | 0          | 1     | 0     | –              | –              | 11     | 0      |
| 2010/11         | Arminia Bielefeld  | 2. Bundesliga   | 8          | 0          | 0     | 0     | –              | –              | 8      | 0      |
| 2011/12         | Harkemase Boys     | Topklasse       | 16         | 2          | 0     | 0     | –              | –              | 16     | 2      |
| 2012/13         | FC Lienden         | Topklasse       | 24         | 1          | 2     | 1     | –              | –              | 26     | 2      |
| Carrière totaal | Carrière totaal    | Carrière totaal | 347        | 64         | 9     | 5     | 20             | 2              | 376    | 71     |

Bijgewerkt t/m 4 september 2016.